# کتاب مرجع

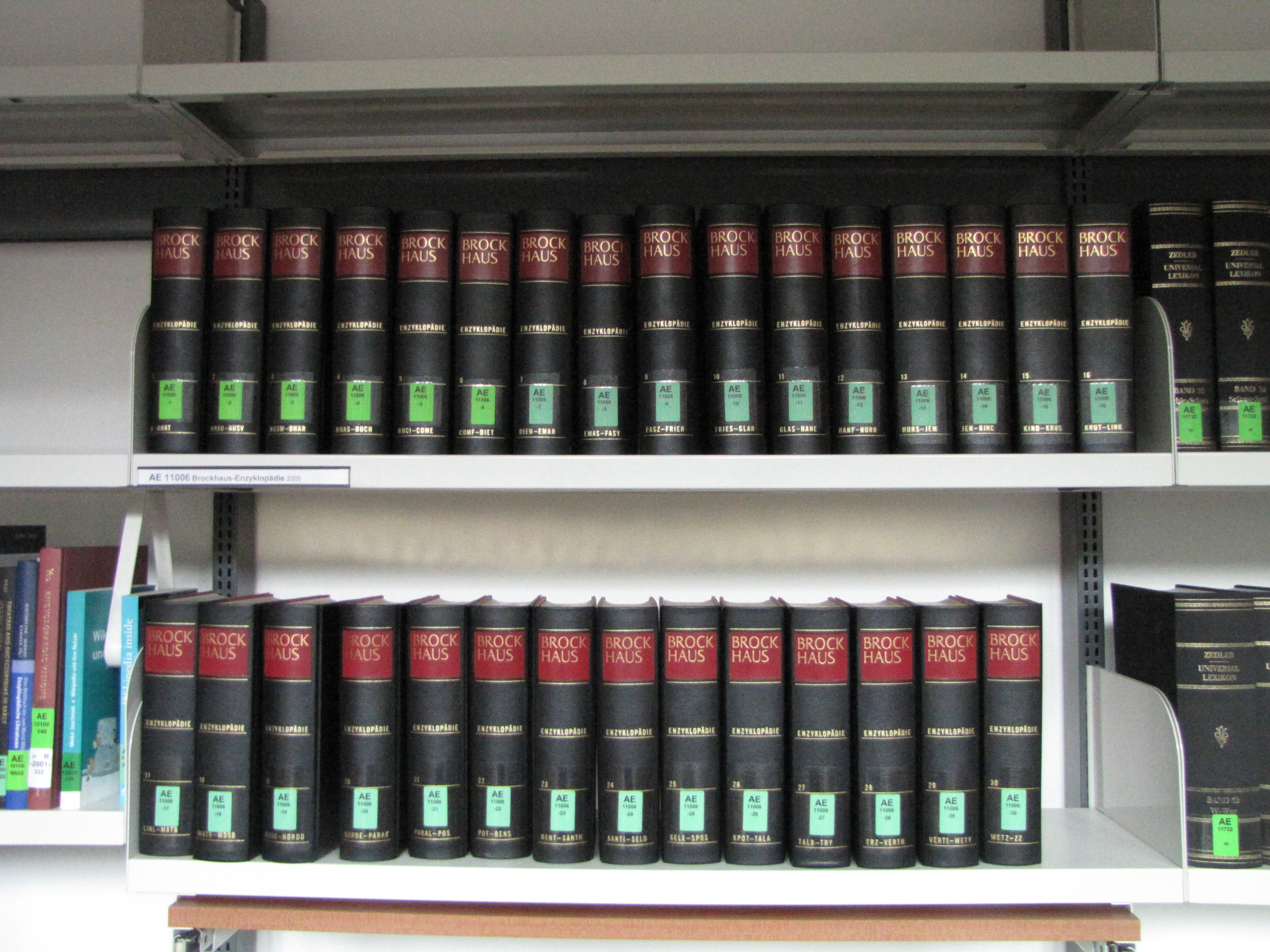
دانشنامه بروک‌هاوس

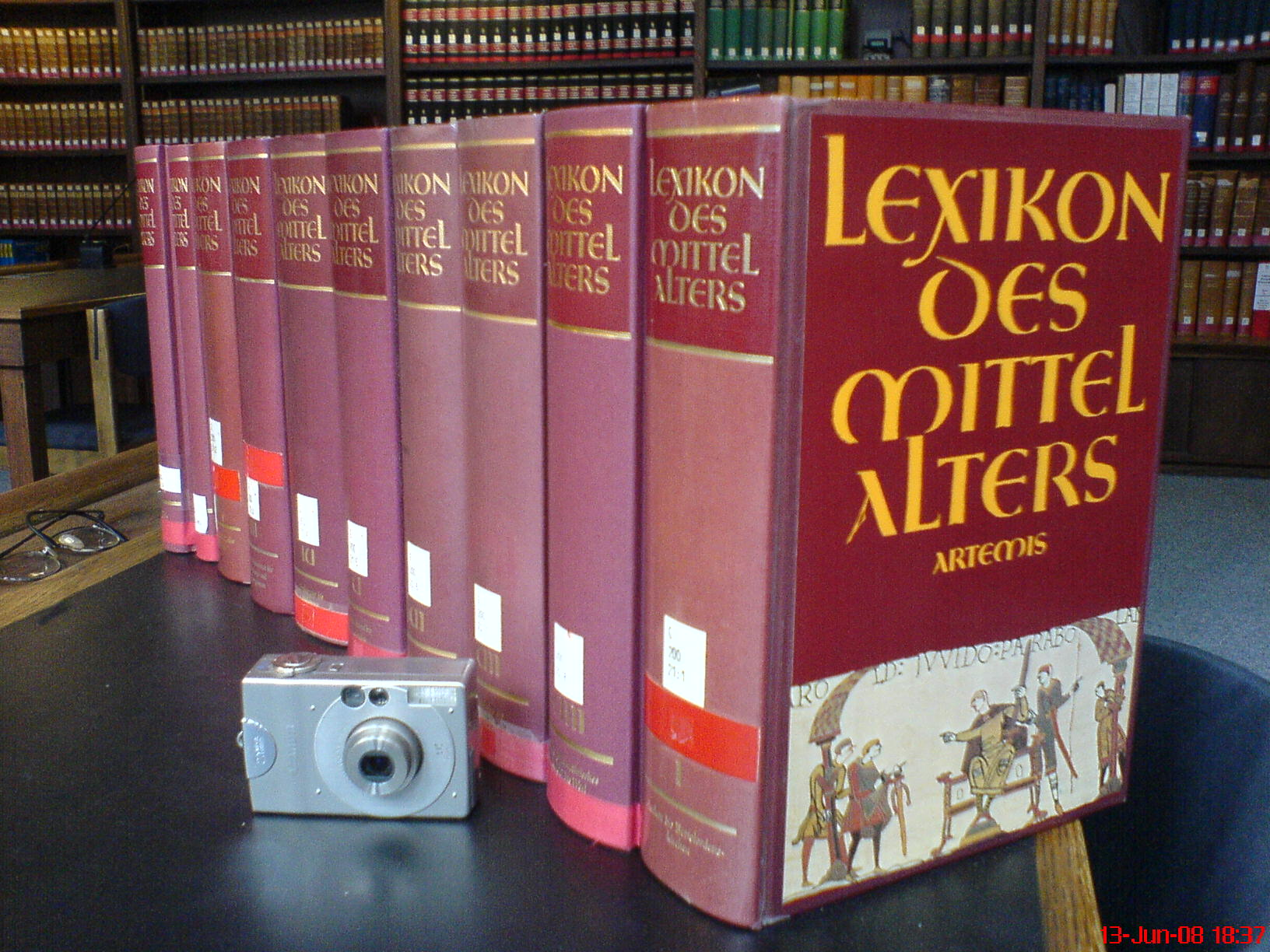
دانشنامهٔ آلمانی قرون وسطی

کتاب مرجع اثری مانند کتاب یا نشریه‌ی ادواری (یا معادل الکترونیکی آن) که برای کسب اطلاعات به آن مراجعه می‌شود. کتاب مرجع برای اینکه از ابتدا تا انتها خوانده شود به‌وجود نیامده‌است. فرهنگ زبان (فرهنگ لغت) یک نمونه‌ی ساده و معمولی از کتاب‌های مرجع است.
طبق گفتهٔ هوشنگ ابرامی در نوشته‌های دیگر، جمله‌ها پاراگراف‌ها را می‌سازند، پاراگراف‌ها به فصل‌ها بدل می‌شوند و فصل‌ها در پی هم عقیده و نظری خاص را، به صورت ساده یا مرکب، دنبال می‌کنند. اما کتاب مرجع چنین خصوصیتی ندارد. برعکس درون آن از پاره‌هایی جدا از هم فراهم می‌آید و ترتیب پاره‌ها بر اساس یک روال فکری منظم نیست بلکه نظم ساختگی دارد. مثلاً رده‌بندی الفبایی یا رده‌بندی آمیزه‌ای از این دو است.
نورالله مرادی کتاب مرجع را کتابی می‌داند که کتابدار مرجع به کمک آن به سؤال مراجعه‌کننده پاسخ می‌گوید و کتابی است که کمتر کسی اقدام به خواندن آن از ابتدا تا انتها می‌کند، بلکه هر زمان که نیاز به کسب اطلاعات، در ارتباط با سؤال خاصی داشته باشد، به آن مراجعه می‌نماید. مانند فرهنگ‌ها، دائرةالمعارفها، شرح حال‌ها و امثال آنها.
باید توجه داشت که امروزه منابع کتابخانه تنها به کتاب محدود نمی‌شود؛ امروزه منابع کتابخانه از نظر شکلی بسیار متنوع و متفاوت هستند و شامل کتاب‌ها، مجله‌ها، روزنامه‌ها، پایان‌نامه‌ها، نقشه‌ها، جزوه‌ها، و سایر انواع منابع دیداری ـ شنیداری می‌شود.
پروژه ویکی‌پدیا بزرگترین اثر مرجع در طول تاریخ است.